# 벤조산 나트륨
벤조산 나트륨(영어: sodium benzoate) 또는 안식향산 나트륨(安息香酸-)은 음식 보존제이자 식품 저장제용으로 널리 사용되는 벤조산의 나트륨염이다. 화학식은 C6H5COONa이며 백색 화학 결정이다.

## 자연 발생
수많은 음식이 벤조산, 벤조산의 염, 벤조산의 에스터의 천연 원천이다. 열매와 채소는 풍부한 원천이며, 특히 넌출월귤아속, 빌베리 등 베리류에 함유되어 있다. 그 밖의 원천으로는 왕새우와 같은 해산물, 유제품 등이 포함된다.

## 화학 반응
벤조산 나트륨은 비타민 C와 결합할 시 벤젠을 생성한다. 그러나 벤젠은 WHO에 의해 1급 발암물질로 지정되어 있다.
벤조산 나트륨의 이러한 특성 때문에 일부 영양제, 비타민 음료 및 에너지 음료 시장이 타격을 받았다. 대한민국에서는 2006년 문제가 제기되었고, 벤조산나트륨을 사용하는 많은 제품들의 성분이 변경되거나 벤조산나트륨의 사용을 중지하였다. 이에 대한민국 식품의약품안전처는 음료수 제조업체에 제조방법 개선 권고를 지시하였다. 대한민국에서 판매되는 일부 드링크 중에서는 벤조산나트륨을 소르빈산칼륨으로 변경하고 있는 등의 변화가 일고 있다.

## 같이 보기
- 안식향산
- 방부제